# Kristina Bröring-Sprehe
Kristina Sprehe, née le 28 octobre 1986 à Lohne, est une cavalière de dressage allemande.

## Carrière
Aux Jeux olympiques de Londres en 2012, elle est médaillée d'argent par équipes avec Helen Langehanenberg et Dorothee Schneider.